# Filipijns Congres

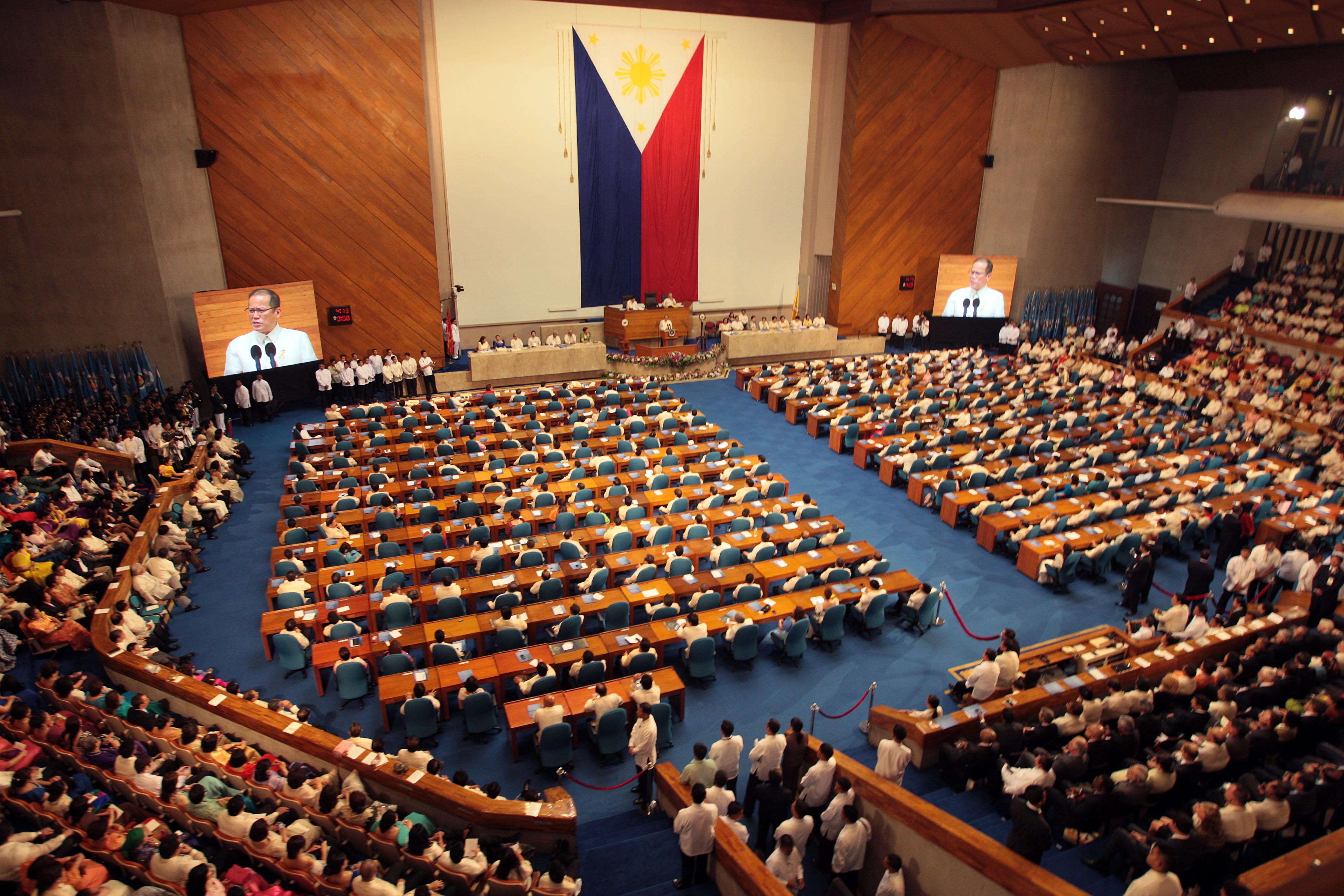
Het Filipijns Congres tijdens de State of the Nation Address van 2011

Het Filipijns Congres (Filipijns: Kongréso ng Pilipínas, Engels:Congress of the Philippines) is de wetgevende macht binnen de Filipijnse overheid. Het Congres bestaat uit twee kamers: de Senaat en het Huis van Afgevaardigden. Het Huis van Afgevaardigden in zijn huidige vorm bestaat sinds de nieuwe grondwet van 1987.
De Filipijnse Senaat bestaat uit 24 senatoren die maximaal 2 termijnen van zes jaar kunnen dienen. Elke drie jaar wordt de helft van de senatoren gekozen. Senatoren in de Filipijnen worden niet districtsgebonden gekozen, maar door alle kiezers in het land.
Het Filipijnse Huis van Afgevaardigden bestaat uit maximaal 250 leden. Binnen dit Huis van Afgevaardigden bestaan twee soorten leden: de leden die een district vertegenwoordigen (de zogenaamde district congressmen) en de leden die een bepaalde bevolkingsgroep representeren (de sectoral Congressmen). De eerste vertegenwoordigt een geografisch gebied binnen de Filipijnen. Elke provincie bestaat uit minstens één kiesdistrict, terwijl ook sommige steden een eigen kiesdistrict zijn. De tweede vertegenwoordigt bepaalde minderheidsgroeperingen van de bevolking, om ervoor te zorgen dat de belangen van deze groeperingen ook behartigd worden.

## Geschiedenis
Toen de Filipijnen onder Amerikaans bewind kwamen werd de uitvoerende en wetgevende macht van het land gelegd bij de Philippine Commission (Filipijnse Commissie). Deze commissie heeft bestaan van 1900 tot 1907. De leden ervan werden benoemd door de president van de Verenigde Staten.
De Philippine Bill uit 1902 stond toe dat er een tweekamerig parlement kon komen. De eerste kamer zou dan de Philippine Commission zijn en de Philippine Assembly de tweede kamer. In 1907 werd dit tweekamerig parlement daadwerkelijk ingevoerd.
In 1916 werd het systeem door de Jones Act veranderd. De Philippine Commission werd opgeheven en de wetgevende macht bestond voortaan uit het Huis van Afgevaardigden en de Senaat.
In 1935 kwamen er opnieuw veranderingen. De nieuwe grondwet van de Filipijnen uit dat jaar voorzag in een eenkamerige National Assembly (Nationale Assemblée). Vijf jaar later dit echter, middels een amendement op de grondwet, weer teruggedraaid en bestond het Congres van de Filipijnen weer uit het Huis van Afgevaardigden en de Senaat.
Toen de Filipijnen op 4 juli 1946 onafhankelijk werden, werd vastgelegd in Republic Act nr. 6 dat het bestaande Congres verder zou gaan als Eerste Congres van de Republiek Filipijnen.
In 1973 werd door de aanname van een nieuwe grondwet het tweekamerig systeem weer losgelaten. Er kwam een eenkamerig parlement genaamd Batasang Pambansa en een adviesorgaan genaamd Batasang Bayan.
Na de val van het bewind van Ferdinand Marcos werd in 1987, tijdens de beginperiode van de regering-Aquino, de huidige grondwet geschreven en goedgekeurd middels een volksraadpleging. In deze grondwet is onder andere bepaald dat het congres van de Filipijnen weer bestaat uit twee kamers: De Senaat en het Huis van Afgevaardigden.